# KS Besëlidhja Lezha
KS Besëlidhja Lezha ist ein albanischer Fußballverein aus der nordalbanischen Stadt Lezha. Seine Heimspiele absolviert der Verein im Besëlidhja-Stadion, welches 7.000 Zuschauern Platz bietet. Aktuell spielt der Verein in der zweiten Liga.

## Geschichte
Gegründet 1930 als Bardhyli Lezhë nahm der Club 1937 erstmals an der Kampionati Shqiptar teil. In der Saison 2007/08 spielte der Verein letztmals in der ersten albanischen Liga. Danach spielte Besëlidhja in der zweiten Liga, ehe man nach der Saison 2012/13 in die dritte Liga absteigen musste. 2014 gelang der Wiederaufstieg in Liga 2. 
2020 scheiterte der Aufstieg in die Superliga, da man in der Relegation 3:1 gegen den KS Vllaznia Shkodra verloren hatte.